# 劳诺·绍纳瓦拉
劳诺·绍纳瓦拉（芬蘭語：Rauno Saunavaara，1970年4月9日—），芬兰男子田径运动员。他曾代表芬兰参加1996年、2000年和2004年夏季残疾人奥林匹克运动会田径比赛，获得二枚银牌和一枚铜牌。